# Larsen Thompson
Larsen Grace Thompson (Thousand Oaks, California, 19 de noviembre de 2000) es una actriz, modelo y bailarina estadounidense. Se volvió conocida en el 2016 por coreografiar IDFWU del rapero estadounidense Big Sean en la plataforma YouTube. Es conocida por interpretar a Pearl en la película del mismo nombre en 2020

## Primeros años de vida
Thompson comenzó a bailar a una edad temprana cuando tenía 4 años. A los 9 años, estaba entrenando en hip-hop, tap, contemporáneo y ballet. A los 12 años, comenzó a viajar a convenciones internacionales de danza.

## Carrera
En el 2013, firmó con la agencia de talentos infantiles Zuri Models. Apareció como bailarina/actora en programas como American's Got Talent, Premios Disney para Florida, Premios Teen Choice 2013 con Christina Aguilera y Pitbull, La banda de ritmo fresco de Nickelodeon, La voz y El factor X.
A los 15 años, Thompson tuvo su primera gran oportunidad cuando su video coreografiado de YouTube 'IDFWU' se volvió viral, recibiendo más de 4 millones de visitas en 2016. Más tarde ese año, su video coreografiado de YouTube para 'Run The World' también se volvió viral. recibiendo más de 8 millones de visitas. Thompson también apareció en el video musical de Sia para La mayor y en la canción American Money de Børns en 2016.
En 2017, Thompson apareció en un video de baile oficial de P!nk 's Beautiful Trauma,  [9] y el video de Katy Perry en Chained to the Rhythm.
En 2018, Thompson colaboró con Marc Jacobs para la fragancia de la marca Friends of Daisy. Su primer largometraje Bloodline con Seann William Scott de Blum House Productions se estrenó en septiembre de 2018.
Thompson ha modelado para Betsey Johnson, Dior, Fendi, Juicy Couture, Superga, Target, Puma, Gap, Hollister y otros.
Ha aparecido como bailarina de respaldo para artistas, incluidos Børns, Christina Aguilera, Janet Jackson, Katy Perry, P!nk, Sia, Silento y más. También ha bailado junto a Janet Jackson en su Unbreakable Tour en el sur de California, además de bailar en comerciales de Macy's, la película de Troll con Betsey Johnson, Vogue Italia x Gucci y otros.

## Filmografía
- Yo soy (2010) - Hija
- Serie de televisión Q N 'A con Mikki y Shay (2014) - Yo
- Video de baile Throwdown (2016) - Uno mismo
- P!nk: Beautiful Trauma - Dance Version Short (2017) - Beautiful
- Pantalones cortos Gingle Bell Rock de Mean Girl (2017)
- LOONA : Mariposa (2019)
- The SpongeBob Movie: Sponge on the Run (2020) - Bailarina
- Perla (2020)
- El club de la medianoche (2022) - Julia Jayne
- Tarot (2024)[14]- Elise